# Reisinger Ferenc
Reisinger Ferenc (Sarud, 1880. január 28. – 1955. november 30.) asztalos, politikus, több ciklusban országgyűlési képviselő, Miskolc főispánja.

## Élete
Mezőnyárádon járt elemi iskolába, majd az egri líceumban, illetve a miskolci Fráter György Katolikus Gimnáziumban tanult két évig. Ezután Mezőkövesden asztalostanuló volt, majd 1907-ben a miskolci Munkásbiztosító Pénztárnál, 1914-től pedig a városi közüzemeltetési üzemnél dolgozott, végül annak igazgatójaként. Innen vonult be a katonasághoz, ahol frontszolgálatot töltött az első világháború idején. 1918-ban a szociáldemokrata pártban, háborúellenes sztrájkok szervezésében működött közre, és a háború vége felé a miskolci munkaközvetítő vezetője volt.
Politikai pályafutása már a köztársaság kikiáltása (1918. november 16.) előtt elkezdődött. November 1-jén az alispánnal vett rész megyei körúton, november 17-én a megye nagy telepein már ő volt a kormánybiztos. Amikor 1918. december 27-én Bottlik József főispánt felmentették, helyére Balogh Zoltán rendőrparancsnokot nevezték ki főispán-kormánybiztosként. A munkástanács azonban 1919. március elején már Reisingert javasolta a helyére. Balogh kis „huzakodás” után átadta a hivatalát, Reisinger helyettese pedig Szeder Ferenc lett. A Tanácsköztársaság idején Miskolc polgármestere Szentpáli István maradt, és működése a városi direktórium léte alatt – országos ritkaságként – is folyamatos volt, nem kis részben Reisinger főispáni rangú kormánybiztos révén. A tanácsválasztás után felállt „a város, a megye és a meg nem szállt Abaúj és Gömör megyék direktóriuma”: Reisinger Ferenc, Pelyhe János, Mauks Sándor és a bizottsági referensek részvételével. Amikor a várost át kellett adni a cseheknek, a tárgyaló küldöttségnek (Hodobay Sándor, Dévényi Miklós, Mauks Sándor) ugyan nem volt tagja, utólag mégis sok bírálat érte, mert minden tárgyaláson részt vett ő is. A cseh megszállás 1919. május 2-án kezdődött, és május 20-án fejeződött be. Még aznap elindult a tanácsköztársasági hadak sikeres felszabadító támadása, Landler Jenő irányításával. Ezután megerősítették a direktóriumot, és Kenderesi Pál személyében kormányzótanácsi biztost neveztek ki. A Forradalmi Kormányzótanács lemondását követően, 1919. augusztus 4-én már a román megszállás kezdődött el. A románok a régi közigazgatási rendszer helyreállítását akarták megvalósítani, így került sor Tarnay Gyula újbóli megbízására, majd Bottlik is visszakerült a hivatalába, és Gedeon Aladár is munkába lépett.
Októberben a statáriális bíróság elé állították Reisinger Ferencet, pedig Gedeon Aladár kérte a felmentését, mert „…Reisinger mint munkásvezér sok komolyságot és mérsékletet tanúsított”. Ezt támasztja alá két későbbi, 1920-ból származó megállapítás is: „1919. május 1-ig Borsod megye tulajdonképpen nem is érezte a kommün hatását.” A másik: „…elismeri ma Miskolczon mindenki – a polgárság is –, hogy a munkásságnak megbecsülhetetlen érdemei vannak abban, hogy Miskolczon nem ütötte fel a fejét az anarchia. A polgári javak itt nem mentek veszendőbe, mert a vezetőség maga sem adta oda magát olyan szándékok, sőt parancsok végrehajtásának, melyek a polgári javakat végképp kivették volna tulajdonosaik kezéből.” Reisingert ennek ellenére elítélték, hét hónap vizsgálati fogság után a hajmáskéri internálótáborba vitték, de rövid idő múltán, 1920. február végén szabadult, a miskolci ügyészség felmentette a vádak alól. 1922-ben a miskolci szociáldemokrata párt titkára, és Miskolc második kerületének képviselője lett. 1938 decemberében a fővárosba költözött. 1926-tól 1939-ig országgyűlési képviselő volt, majd 1945 és 1947 között belügyi államtitkár volt. 1949-ben letartóztatták, börtönbe került, majd az ötvenes évek második felében rehabilitálták. Ezt követően visszavonultan élt. Bár több forrás szerint 1964-ben halt meg és Halásziban temették el, valójában 1955-ben hunyt el és a Farkasréti temetőben helyezték örök nyugalomra.
Miskolcon 1992 óta utca őrzi a nevét (a Gyár és a Ruzsini utca között).